# Pueblo pokot
El pueblo pokot, también conocido como pokoot o kelenjin-pokot, pertenece al grupo nilótico y se identifica con la familia de pueblos kalenjin. Sus comunidades se encuentran en los distritos de Baringo y West Pokot en Kenia, así como en la región Oriental de Uganda, en la ladera este del monte Elgon . Se organizan en clanes exógamos y mantienen cierta unidad a través de un consejo de ancianos colegiado. Estructuran sus sociedades por clases de edad.
Se estima su población global en 960.000 personas, de las cuales 826.000 están en Kenia y 134.000 en Uganda. Su lengua común es pokoot, un idioma kalenjin vinculado a las lenguas nilóticas.

## Idioma

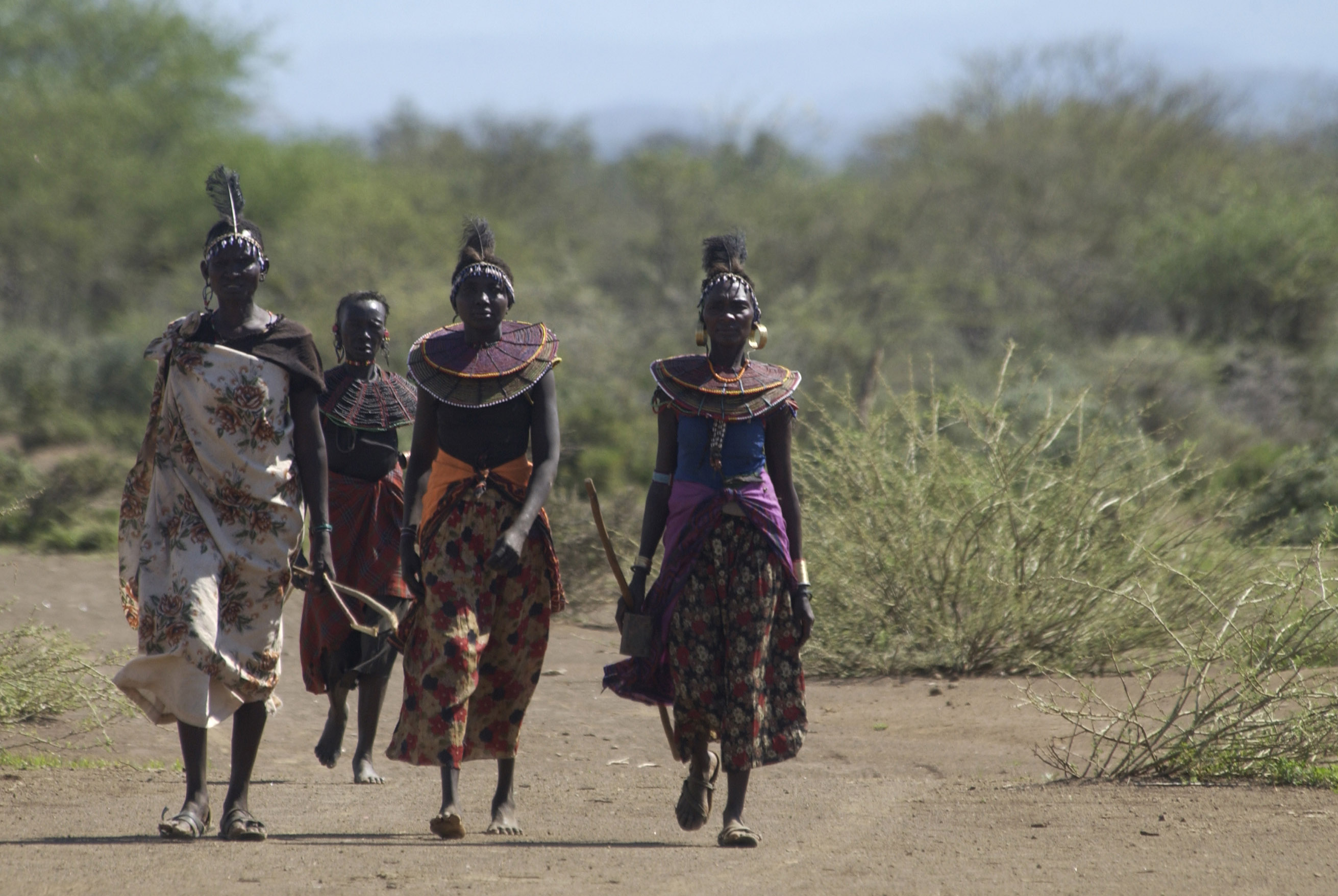
Grupo de mujeres del pueblo pokot.

Su idioma es Pokot, un idioma Kalenjin. El número total de hablantes se estima en 960.000, incluidos 826.000 en Kenia y 134.000 en Uganda. También se utilizan el suajili y el inglés.

## Territorio

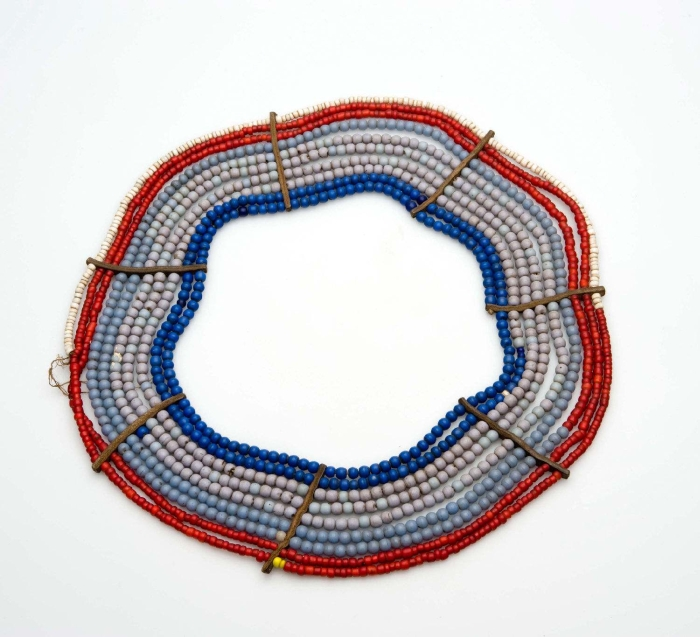
Collar ornamental que distingue a la mujer casada en el pueblo pokot.

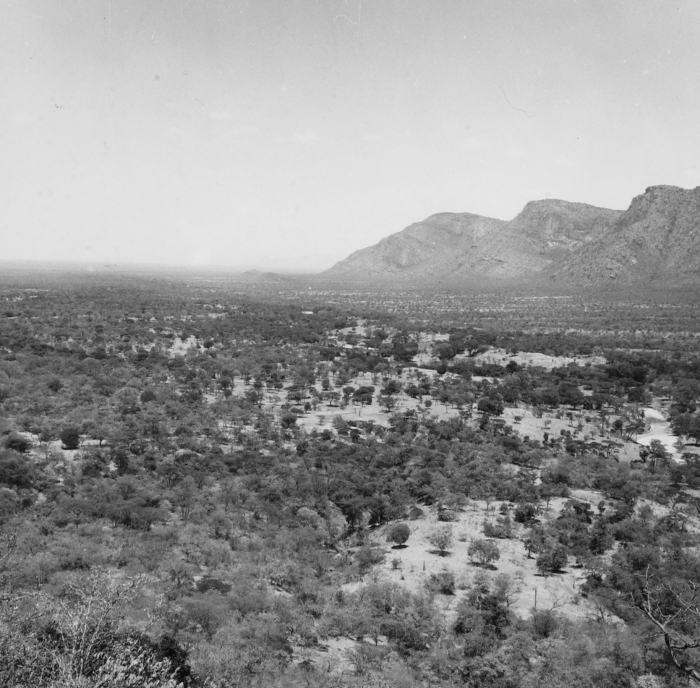
Territorio de transición entre la montaña y la sabana en territorio pokot.

Mayoritariamente el pueblo pokot se concentran en Kenia, ocupando el área central de la frontera con Uganda. Es un territorio próximo a los 10 000 km² que desde los distritos de Baringo y West Pokot se introducen como una cuña en la región ugandesa del monte Elgon.
Las comunidades pokot se extienden en dos hábitats diferentes que han modelado diferentes formas de vida. Los que habitan las laderas orientales del Cherangani desarrollaron una cultura agrícola sedentaria. Disfrutan de abundantes precipitaciones que favorecen sus cultivos de montaña. Se los reconoce como pipo pagh.
Los valles que circundan el lago Baringo están recortados por una zona de mesetas y una sabana arbustiva con escasas lluvias. En esta zona habitan los pipo kyak sustentados en una ganadería seminómada, en constante búsqueda de pasturas y agua.

## Origen
Se discute el momento histórico en que se originó el pueblo pokot. A sus ancestros kalenjin se los sitúa en las mesetas keniatas en torno al año 1000 d. C. como parte del movimiento poblacional nilótico meridional en África del Este. Si bien para algunos autores kalenjin no representa una etnia, sino una familia de pueblos con un origen nilótico común, de sus gentes surgirán varios pueblos, siendo los más estudiados: kipsigs, nandi (o mandi), elgeyo,  sabaot, tugen, marakwet, okiek, y pokot en Kenia. En Tanzania los aramanik, kinsakasa, mediak y mosiro (considerados también dorobo). Y en Uganda los sebei y pokot.

## Historia
Sobre el siglo VII se menciona la presencia de un pueblo nilótico pre-kalenjin que habita al oeste de Kenia junto con pueblos cusitas. La unión de nilóticos y cusitas dará origen a la familia de pueblos kalenjin en un proceso que se estima duró un milenio.
Se estima que para el siglo XII los kalejin dominaban Kenia occidental, un territorio abarcaba las laderas orientales del monte Elgon y las llanuras de Uasingishu. Sobre el siglo XV la expansión territorial llegó al centro y sur de Kenia. Es este proceso de tres siglos se establece una primera diversificación de lenguas y costumbres del antepasado kalenjin.
En el 1500 d. C., desarrollaron el complejo Sirikwa Holes, un sistema de viviendas y cabañas fortificadas (kraals), cuyas ruinas fueron objeto de estudios arqueológicos. Construidas de maderas y cañas tenían lo que se creyó que eran habitaciones cavadas en el suelo. Finalmente los arqueólogos encontraron que la interpretación era errónea, pues su objetivo era el de custodiar el ganado y no el de ser habitada por personas.
En los inicios del siglo XVI se asentarían las bases lingüísticas y culturales del pueblo pokot. Se estima que recibieron influencias de cusitas y bantúes que perfilaron su modo de vida. De los cusitas costumbres como la prohibición de comer pescado, de los bantúes la introducción de la agricultura. En esta primera etapa serán sometidos por el pueblo itunga, de origen nilótico-occidental.

## Sociedad
Carecen de una organización centralizada. Se dividen en clanes exógamos que fortalecen sus lazos con relaciones de parentesco. Se estructura el gobierno en base de un consejo colegiado de ancianos y a los grupos de clase por edad. Originariamente existía una identificación totémica de cada clan así como rituales particulares en cada uno de ellos.

## Vivienda
La vivienda tradicional pokot es circular con paredes de barro y  techo vegetal. Se divide en una parte para habitación de las personas, con entrada por el este y otra reservada para los animales, manteniendo la tradición milenaria de los kraals.  En las zonas seminómadas se construyen chozas ligeras a base de palos, pajas y esteras para facilitar la movilidad del grupo de pastores.

## Rituales de iniciación
El pasaje de los varones a la sociedad adulta tiene dos etapas. Entre los 13 y 14 años se lo recluye en un recinto fuera del poblado para recibir instrucciones de usos y costumbres y realizar la circuncisión. Recibe el nombre de tyos, una vez culminado el rito iniciático. La segunda etapa es el pasaje a la mayoría de edad, en una ceremonia escenificada con el sacrificio de un toro y que recibe por nombre sapana. La sapana anuncia que el joven se ha transformado en un adulto con plenos derechos y pronto para el matrimonio.
La iniciación femenina se realiza en una sola etapa. Tiene lugar entre los 14 y 15 años. También consiste en una reclusión fuera del poblado para recibir instrucciones para la vida adulta. Es en este ritual que se le realiza la mutilación genital femenina (ablación del clítoris) con el objetivo de eliminar el placer sexual. Una vez culminado el ritual la mujer se convierte en mirar, apta para el matrimonio.

## Matrimonio

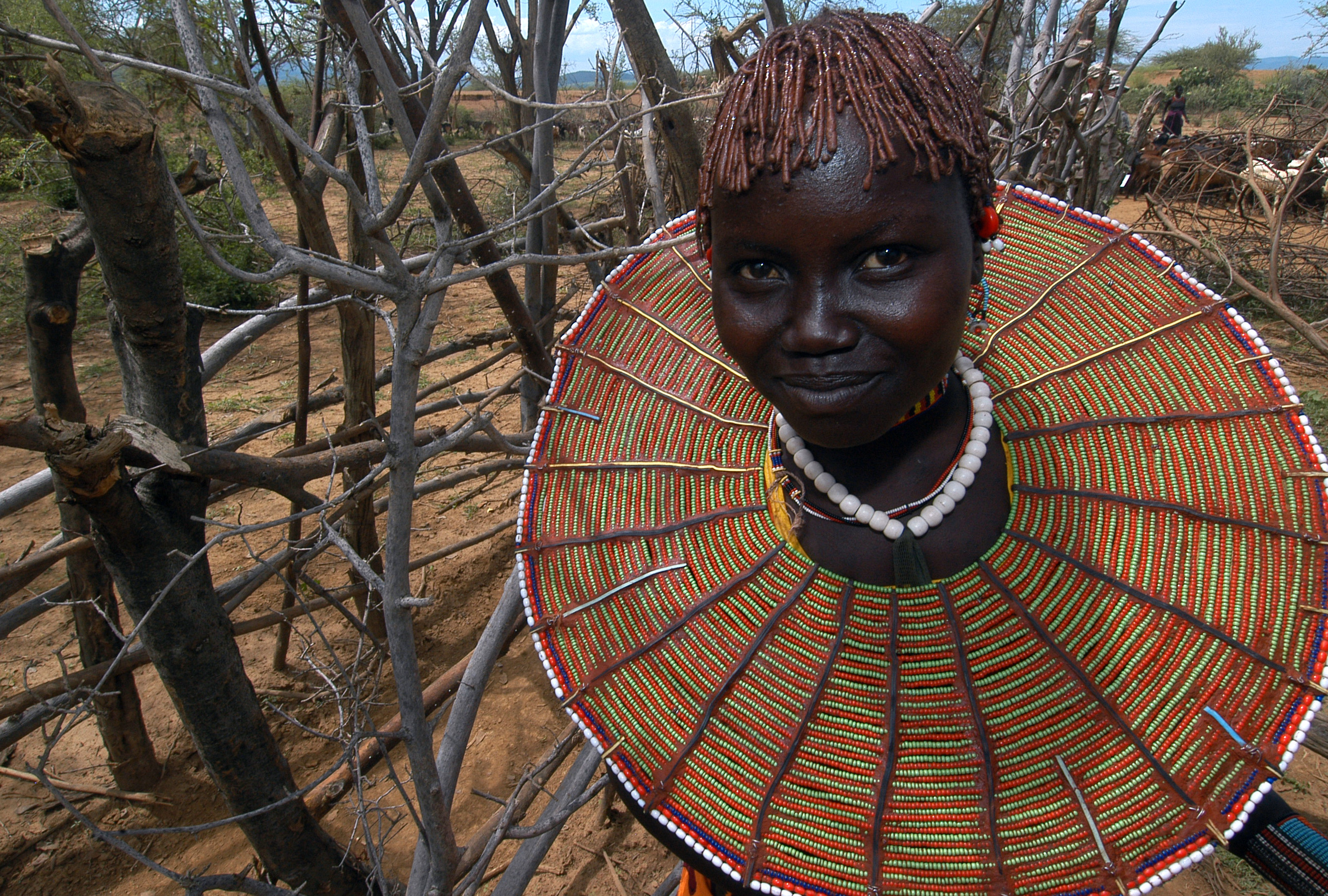
Joven pokot.

Se practica la poligamia. Para fortalecer la unión familiar y clánica se consideran madres además de a la biológica (yo) a todas las esposas y hermanas del padre natural (papo).  A la vez que se extiende el carácter de padre a los hermanos varones del papo.
Los matrimonios solían ser concertados entre los padres de los contrayentes previo pago de una dote a la familia de la mujer. El consejo de ancianos debe aprobar el matrimonio una vez pagada la dote. En caso de divorcio, la familia de la mujer debe devolver la dote, generalmente pagada con ganado.
La posesión de ganado es fundamental para acceder al matrimonio y formar una familia. Este requisito, común en otros pueblos de África ha incrementado la violencia entre pueblos vecinos por el robo de reses.

## Religión
Se estima que la mitad del pueblo pokot está relacionado con alguna confesión cristiana. Pero la religión tradicional sigue vigente en las comunidades. En ella se venera a Tororot, dios supremo.